# Ingeringsee

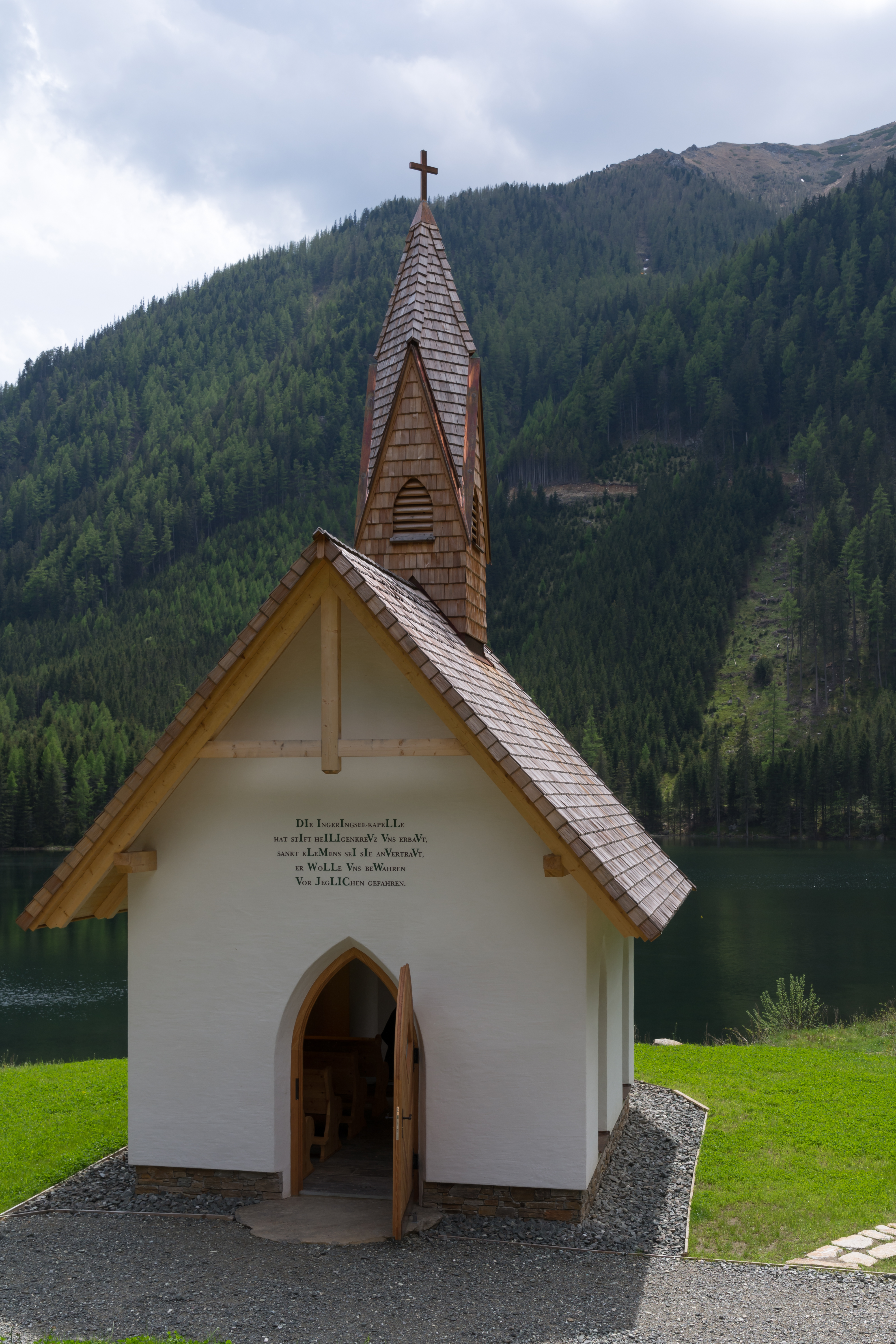
Kaple svatého Klementa Římského

Ingeringsee je horské jezero v Seckauských Taurách ve spolkové zemi Štýrsko v Rakousku.

## Geografie
Výška jeho hladiny činí 1221 metrů nad mořem a lemují jej hory s nadmořskou výškou přesahující dva tisíce metrů. Jezerem protéká potok Ingeringbach, jenž se pak poblíž města Knittelfeld vlévá do Muru.

## Turistika
Ingeringsee je oblíbeným cílem výletů i jejich východištěm, nedaleko jezera se nachází parkoviště. Jezera lze dosáhnout od Knittelfeldu — leží od něj zhruba devět kilometrů severně ve směru na obec Gaal.
Nad jezerem ční vrcholy mimo jiné vrcholy Seckauer Zinken (2397 m n. m.) a Geierhaupt (2417 m n. m.), dosažitelné po značené turistické cestě. Zhruba pět kilometrů východně pak nalezneme horské jezero Goldlacke.

## Klementinská kaple
Lesní správa Wasserberg zřídila roku 2015 na břehu jezera kapli. Zasvěcena byla svatému Klementu Římskému, který je ve Štýrsku uctíván coby patron lesních pracovníků.